# Ola Hudson
Ola Hudson (Los Angeles, 12 ottobre 1946 – Los Angeles, 5 giugno 2009) è stata una stilista statunitense.
Era nota nel mondo dello spettacolo per essere stata stilista di molte celebrità nell'ambito musicale del calibro di Ringo Starr, Iggy Pop, David Bowie (suo compagno per anni) e molti altri; di origini afroamericane, ha sposato e poi divorziato da Tony Hudson, anch'egli noto nel mondo dello spettacolo, soprattutto per essere stato disegnatore delle copertine degli album di Neil Young. I due hanno anche avuto una famiglia in Gran Bretagna, e uno dei loro figli è Saul Hudson, in arte Slash, chitarrista di fama internazionale e storico membro della formazione originale dei Guns N' Roses.
È morta il 5 giugno 2009 a Los Angeles per un tumore polmonare.